# Luciano Braga
Luciano Fred Braga Penha, mais conhecido como Pastor Luciano Braga (Juazeiro do Norte, 31 de agosto de 1967), é um pastor protestante e político brasileiro, filiado ao PRTB. Candidatou-se a Deputado Federal em 2014, filiado ao Democratas, ficando como suplente de sua coligação. Assumiu o cargo em 19 de abril de 2016, já integrando os quadros do PMB, em substituição a Irmão Lázaro, do PSC, que se licenciou para assumir a Secretaria de Relações Institucionais de Salvador.
É casado com a vereadora de Salvador Cátia Rodrigues(DEM) que já foi filiada ao PHS e ao PMN.

## Carreira
Ligado à Igreja Internacional da Graça de Deus, Pastor Luciano Braga concentra sua atuação política em Salvador, onde já foi vereador e onde obteve mais da metade dos seus votos em 2014 para Deputado Federal. Ficou como segundo suplente da coligação. No entanto, como o primeiro suplente, que era Luiz Argolo, encontra-se preso por envolvimento na Operação Lava Jato, Braga assumiu o mandato em 19 de abril de 2016, graças a um movimento político do prefeito de Salvador, ACM Neto, que levou o Deputado Irmão Lázaro a assumir o cargo de Secretário de Relações Institucionais do Município. Com a ida de Pastor Luciano para a Câmara dos Deputados, Neto resolve duas questões: fortalece sua liderança junto aos eleitores do segmento religioso, e fortalece a candidatura à reeleição do prefeito de Feira de Santana José Ronaldo, seu aliado, já que Lázaro havia manifestado interesse em se candidatar a prefeito.
Em abril de 2017 votou a favor da Reforma Trabalhista. Em agosto de 2017 votou contra o processo em que se pedia abertura de investigação do então Presidente Michel Temer, ajudando a arquivar a denúncia do Ministério Público Federal.

## Ligações Externas
- Perfil Oficial no portal da Câmara dos Deputados
- Pastor Luciano Braga no portal UOL Eleições 2014
- Pastor Luciano Braga no portal Eleições2014